# Jogos do Cruzeiro do Sul de 1982
Os Jogos Sul-Americanos de 1982 (em espanhol: Juegos Sudamericanos, em inglês: South American Games), decorridos entre 26 de novembro e 5 de dezembro, foram realizados na cidade de Rosário, na Argentina.
Os Jogos do Cruzeiro do Sul, como chamados na época, reuniram dez nações, em um total de 961 atletas, que competiram em dezenove esportes.

## Países participantes
- Argentina
- Brasil
- Bolívia
- Chile
- Colômbia
- Equador
- Peru
- Paraguai
- Uruguai
- Venezuela

## Esportes
| - Atletismo - Basquete - Beisebol - Boxe - Ciclismo | - Esgrima - Futebol - Ginástica artística - Halterofilismo - Iatismo | - Judô - Natação - Lutas - Patinação artística - Remo | - Tênis - Tênis de mesa - Tiro desportivo - Vôlei |

## Quadro de medalhas
| Ordem | País      | Medalha de ouro | Medalha de prata | Medalha de bronze | Total |
| ----- | --------- | --------------- | ---------------- | ----------------- | ----- |
| 1     | Argentina | 114             | 92               | 66                | 272   |
| 2     | Chile     | 37              | 51               | 47                | 135   |
| 3     | Peru      | 30              | 18               | 27                | 75    |
| 4     | Brasil    | 29              | 34               | 12                | 75    |
| 5     | Uruguai   | 13              | 17               | 21                | 51    |
| 6     | Equador   | 11              | 14               | 12                | 37    |
| 7     | Venezuela | 8               | 3                | 13                | 24    |
| 8     | Colômbia  | 6               | 2                | 6                 | 14    |
| 9     | Bolívia   | 1               | 1                | 8                 | 10    |
| 10    | Paraguai  |                 | 3                | 3                 | 6     |
| TOTAL | TOTAL     | 249             | 235              | 215               | 699   |